# صف‌بندی وزن‌دار منصفانه
صف‌بندی وزن‌دار منصفانه (به انگلیسی: Weighted fair queueing) که با مخفف WFQ نیز شناخته می‌شود، یک روش زمانبندی بسته‌های داده در شبکه است. در این روش اولویت‌های مختلف به صورت آماری جریان داده‌ها را به صفهای مختلف توزیع می‌کنند. این روش یک حالت کلی از صف منصفانه (FQ) است. در هر دوی این روش‌ها، هر جریان داده یک صف (اولین ورودی اولین خروجی - FIFO) دارد.

سلام فالور سایه هستم

## پارامتریزاسیون و انصاف
مانند سایر الگوریتم‌های شبه GPS، انتخاب وزن‌ها به عهده مدیرشبکه است. تعریف مشخصی برای واژه "انصاف" وجود ندارد (برای مطالعه بیشتر به صف‌بندی منصفانه مراجعه کنید). 
با تنظیم پویای وزن‌های WFQ، از آن می‌توان برای کنترل کیفیت سرویس، مثلا برای دستیابی به نرخ داده تضمین شده بهره برد.
با تنظیم وزن‌ها به {\displaystyle w_{i}=1/c_{i}} که در آن {\displaystyle c_{i}} هزینه یک بیت از جریان داده {\displaystyle i}است می‌توان به رفتار نسبتا منصفانه‌ای دست‌یافت. برای مثال در شبکه‌های سلولی طیف گسترده CDMA، هزینه می‌تواند انرژی مورد نیاز و در سامانه‌های تخصیص کانال پویا،‌هزینه تعداد سایت‌های ایستگاه‌های پایه مجاور باشد که نمی‌توانند از کانال فرکانسی یکسانی، با دید جلوگیری از تداخلات کانال استفاده کنند. 